# إريكا كوسبي
إريكا كوسبي (بالإنجليزية: Erika Cosby)‏ هي رسامة وفنانة أمريكية، ولدت في 8 أبريل 1965 في لوس أنجلوس في الولايات المتحدة.